# أنتونغونا
يقع موقع أنتونغونا (بالفرنسية: Antongona)‏ الأثري في منطقة إمامو في مدغشقر، على بعد حوالي 36 كم غرب أنتاناناريفو وعلى بعد 6 كم شمال إميرينتسيسكا.

## وصف الموقع

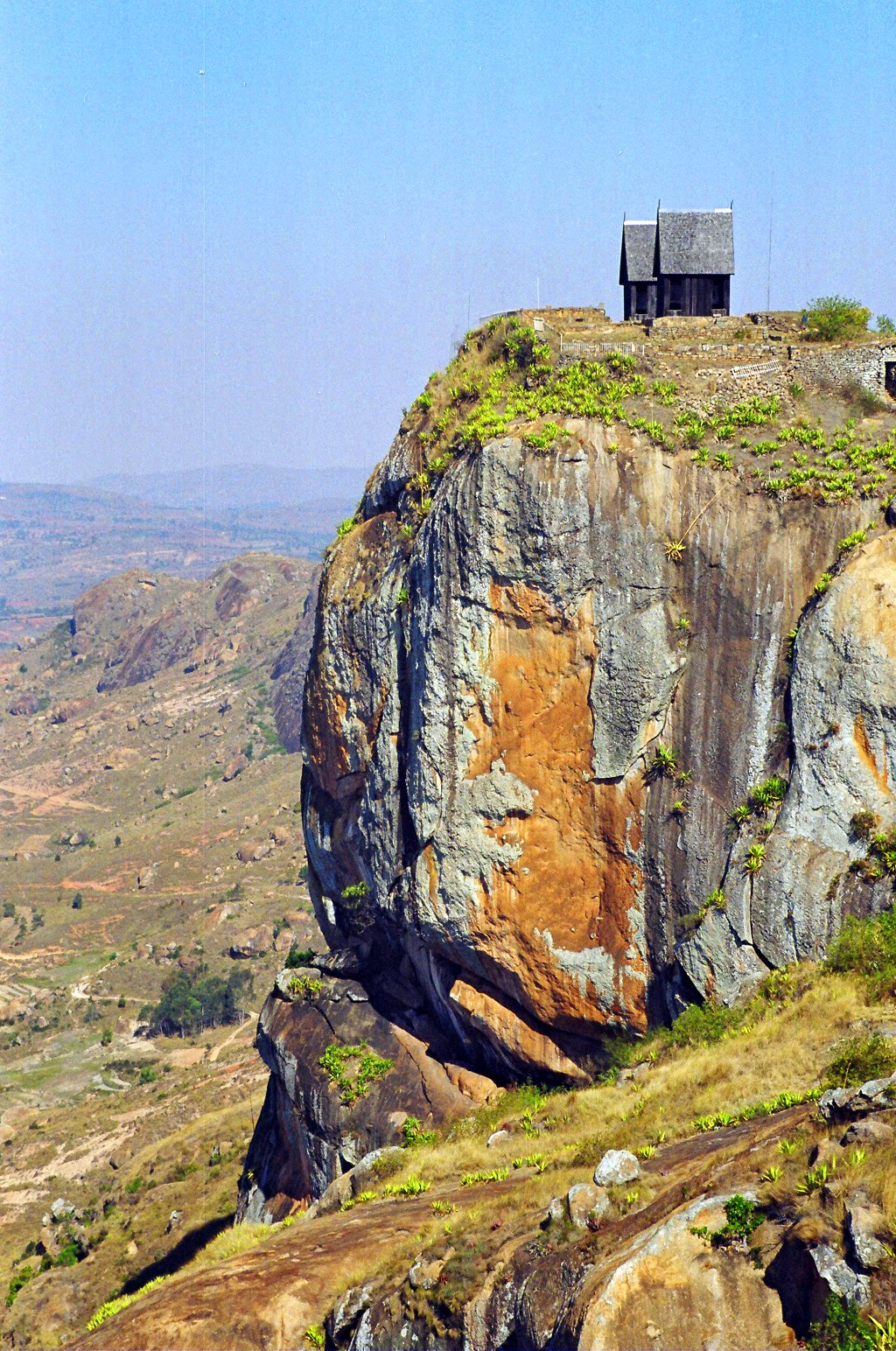
أنتونغونا، مدغشقر

يتكون موقع أنتونغونا الأثري من مجموعتين رئيسيتين من المواقع الأثرية التي يعود تاريخها إلى ما بين القرنين السادس عشر والثامن عشر الميلاديين، والتي تفصل بينهما مسافة 300 متر تقريباً. كما تتألف الجدران من الصخور الطبيعية، زيادة على الجدران الحجرية والمداخل والتي تُعد الخصائص الدفاعية المتأصلة في التكوينات الصخرية المبنية عليها. من مركز المبنى، يمكن الحصول على رؤية كاملة بزاوية 360 درجة للمناظر الطبيعية المحيطة، مما يمثل مزيداً من الجودة الدفاعية للمواقع.

## وضع التراث العالمي
تمت إضافة هذا الموقع إلى القائمة المؤقتة لمواقع اليونسكو للتراث العالمي في مدغشقر في 14 نوفمبر 1997 في الفئة الثقافية. لكن في 15 فبراير 2018، قررت اليونسكو سحب ترشيح هذا الموقع كتراث عالمي.